# Santa Bárbara de Goiás
Santa Bárbara de Goiás là một đô thị thuộc bang Goiás, Brasil. Đô thị này có diện tích 139,598 km², dân số năm 2007 là 5737 người, mật độ 41,1 người/km².